# The Troggs
The Troggs foi uma banda de rock britânica dos anos 60 formada por Reg Presley (vocais), Chris Britton (guitarra), Pete Staples (baixo) e Ronnie Bond (bateria) em Andover, ao sul da Inglaterra.
A banda assinou com o mesmo empresário do The Kinks em 1966, começando a gravar pela Page One Records. Emplacaram vários sucessos na Grã-Bretanha e nos Estados Unidos, como "Wild Thing", "With A Girl Like You", "I Can't Control Myself", "Anyway That You Want Me" (todas de 1966), e "Night Of The Long Grass" e "Love All Around" (1967). A partir daí o sucesso do grupo desvaneceu.
O Troggs é visto como sendo uma banda de destaque entre as que influenciaram o garage rock e o punk rock. O grupo continuou a se apresentar depois da morte do baterista Ronnie Bond em 1992.
No dia 04 de fevereiro de 2013, o vocalista Reg Presley faleceu aos 71 anos, vítima de câncer do pulmão.